# Лиљак
Село Љиљак се налази у општини Трговиште у Бугарској. Према подацима од 21.07.2005. године има 1125 становника.